# 1st Regiment Greek Light Infantry
Il 1st Regiment Greek Light Infantry fu un reggimento di fanteria leggera del British Army, costituito nel 1810 con reclute di provenienza greca e albanese per prendere parte alle guerre napoleoniche.
Costituito dopo l'occupazione britannica delle Isole Ionie, il reggimento servì in azione nella regione del mar Mediterraneo anche se non fu mai completamente affidabile; l'unità fu infine congedata e sciolta nel maggio 1816.

## Storia
A lungo un possedimento della Repubblica di Venezia, le Isole Ionie al largo della costa occidentale della Grecia caddero sotto il controllo della Francia con il trattato di Campoformio del 17 ottobre 1797; dopo un periodo di occupazione russa tra il 1800 e il 1807, nel corso del quale le isole conobbero un periodo di indipendenza come Repubblica delle Sette Isole Unite, le Isole Ionie tornarono sotto il pieno controllo francese con la Pace di Tilsit tra Francia e Russia. La superiorità navale acquisita dalla Royal Navy britannica portò ben presto all'isolamento del piccolo possedimento mediterraneo della Francia, che fu progressivamente occupato dalle forze britanniche: entro l'ottobre 1809 i britannici avevano strappato ai francesi il controllo delle isole di Cefalonia, Zante, Itaca e Cerigo. Fu istituito un governatorato militare con sede a Zante, ma stante anche il perdurante stato di guerra tra Regno Unito e Impero ottomano i britannici favorirono anche la costituzione di un primo embrione di autogoverno greco, attirandosi il supporto dei nazionalisti locali.
Una prima formazione armata greca sotto comando britannico fu istituita poco dopo l'occupazione dell'ottobre 1809 con il nome di "Ionian Islands Volunteer Militia": la forza, arrivata a contare anche 4.000 uomini distribuiti sulle varie isole, non era nulla di più di una milizia territoriale per la difesa locale equipaggiata a proprie spese. La costituzione di una forza più regolare, equipaggiata e stipendiata dal Regno Unito, avvenne su impulso di un ufficiale del presidio britannico delle Isole Ionie, il capitano Richard Church, il quale aveva accumulato già una notevole esperienza nel comando di contingenti stranieri in forza al British Army. Nel marzo 1810 Church reclutò quindi il 1st Regiment Greek Light Infantry, con 548 volontari di origine greca e albanese; giusto poco dopo la sua nascita, l'unità fu impegnata, tra il 22 marzo e il 16 aprile 1810, nell'attacco all'isola greca di Santa Maura: l'unità si comportò bene nell'azione e lo stesso Church riportò una grave ferita.
Il reggimento entrò ufficialmente nei ranghi del British Army il 25 febbraio 1811, con il generale di brigata Robert Oswald come suo comandante. Inizialmente con una forza autorizzata di 800 uomini, i ranghi del reggimento crebbero fino a un totale di 1.129 effettivi: tanto gli ufficiali che i soldati erano di origine greca o albanese, fatta eccezione per lo stato maggiore reggimentale che era composto da britannici; molti degli uomini erano membri dei clan Sulioti, e prestavano servizio agli ordini dei loro capiclan che furono nominati ufficiali del reggimento. Nel 1812 il reggimento ricevette come patrono il principe Federico Augusto, Duca di York e Albany, e assunse quindi la designazione di 1st Greek Light Infantry ("The Duke of York's"). Un secondo reggimento fu poi reclutato nel giugno 1813 e posto sotto il comando di Church stesso, anche se poi vide scarsa azione e rimase più che altro di presidio nelle Isole Ionie.

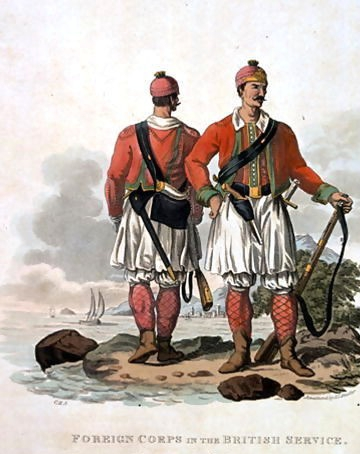
Uniformi del 2nd Greek Light Infantry in una tavola dell'epoca; l'uniforme del 1st Regiment era identica ma con risvolti della giacca e paramani gialli anziché verdi

Il 1st Regiment Greek Light Infantry tornò in azione nel giugno 1812, quando contribuì a reprimere una rivolta locale nel Principato vescovile di Montenegro, un alleato dei britannici; tuttavia, all'inizio del 1813, i soldati del reggimento mostrarono più che riluttanza e segni di ribellione quando ricevettero l'ordine di imbarcarsi per la Sicilia, dove l'unità fu dislocata di guarnigione con altre forze britanniche. Un'ispezione dei ranghi del reggimento nel maggio 1813 rivelò una situazione deludente, con scarsa disciplina tra la truppa e assenza di autorità degli ufficiali. Il reggimento rimase di guarnigione in Sicilia fino alla fine del conflitto, vedendo poca azione: un distaccamento di 250 greci fece parte della spedizione britannica lanciata in Italia nel marzo-aprile 1814, partecipando alla cattura di La Spezia e all'assedio di Genova. A guerra conclusa l'unità fu infine congedata dal servizio britannico e quindi sciolta il 24 maggio 1816.

## Uniformi
Il 1st Regiment Greek Light Infantry portava un'uniforme basata sul caratteristico costume nazionale albanese dell'epoca, consistente in una giacca rossa di foggia orientale con risvolti, paramani e tagli di colore giallo (colore oro per gli ufficiali), con il tipico gonnellino bianco (fustanella) delle popolazioni balcaniche portato sopra i pantaloni bianchi; ai piedi erano portati sandali e calzettoni rossi, mentre come copricapo era portato un piccolo fez o berretto rosso. Gli ufficiali, anche quelli britannici, portavano spesso un grosso elmo crestato di stile "neoclassico".
L'equipaggiamento dei soldati non prevedeva uno zaino ma solo una bisaccia, mentre come armi erano portate un fucile, una sciabola-baionetta e (ma il dato non è certo) una pistola.